# Спевсипп
Спевси́пп (др.-греч. Σπεύσιππος) (409 до н. э. — 339 до н. э.) — древнегреческий философ, племянник и ученик Платона. После смерти Платона руководил Платоновской академией. По свидетельству Диогена Лаэртского, Спевсипп, в отличие от Платона, брал плату с учеников в Академии. Упомянут Аристотелем в трактате Метафизика. Спевсипп был сыном Евримедонта, афинянина, из дема Мирринунта, и Потоны, Платоновой сестры. Сопровождал Платона во время третьей поездки на Сицилию. Воздвигнул изваяния Харит в святилище Муз, основанном Платоном в Академии. Спевсипп не принял или не понял учения Платона об идеях и превратил платонизм в пифагореизм. В области этики Спевсипп проповедовал «несмутимость» (др.-греч. ἀοκνησία), с которой вполне сопоставима развитая концепция «невозмутимости» (ἀταραξία) Эпикура. В области логики на материале биологии и ботаники проводил логическое различение родовых и видовых признаков. Покончил жизнь самоубийством.